# Rezignace biskupa

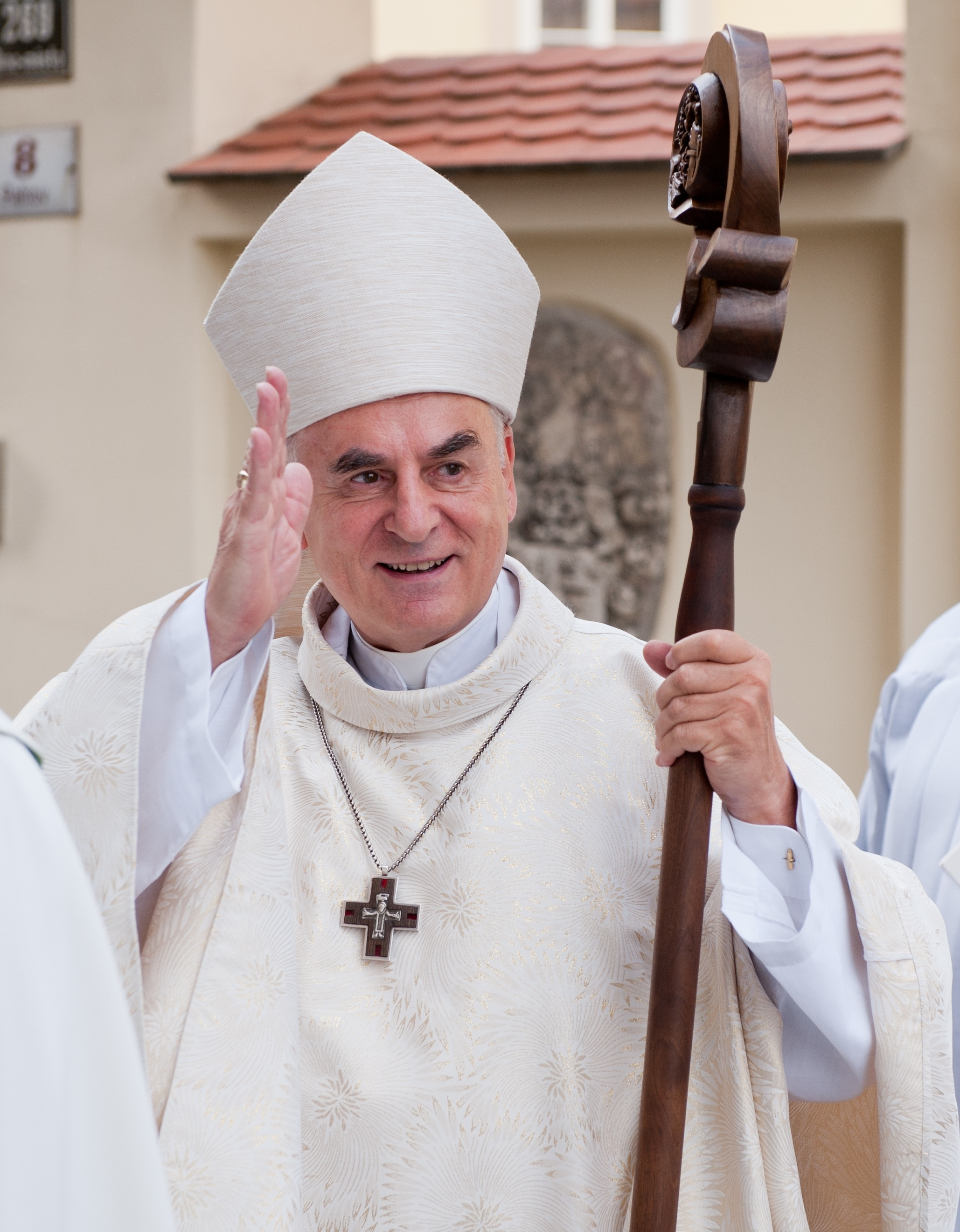
Vojtěch Cikrle sloužící do 75 let

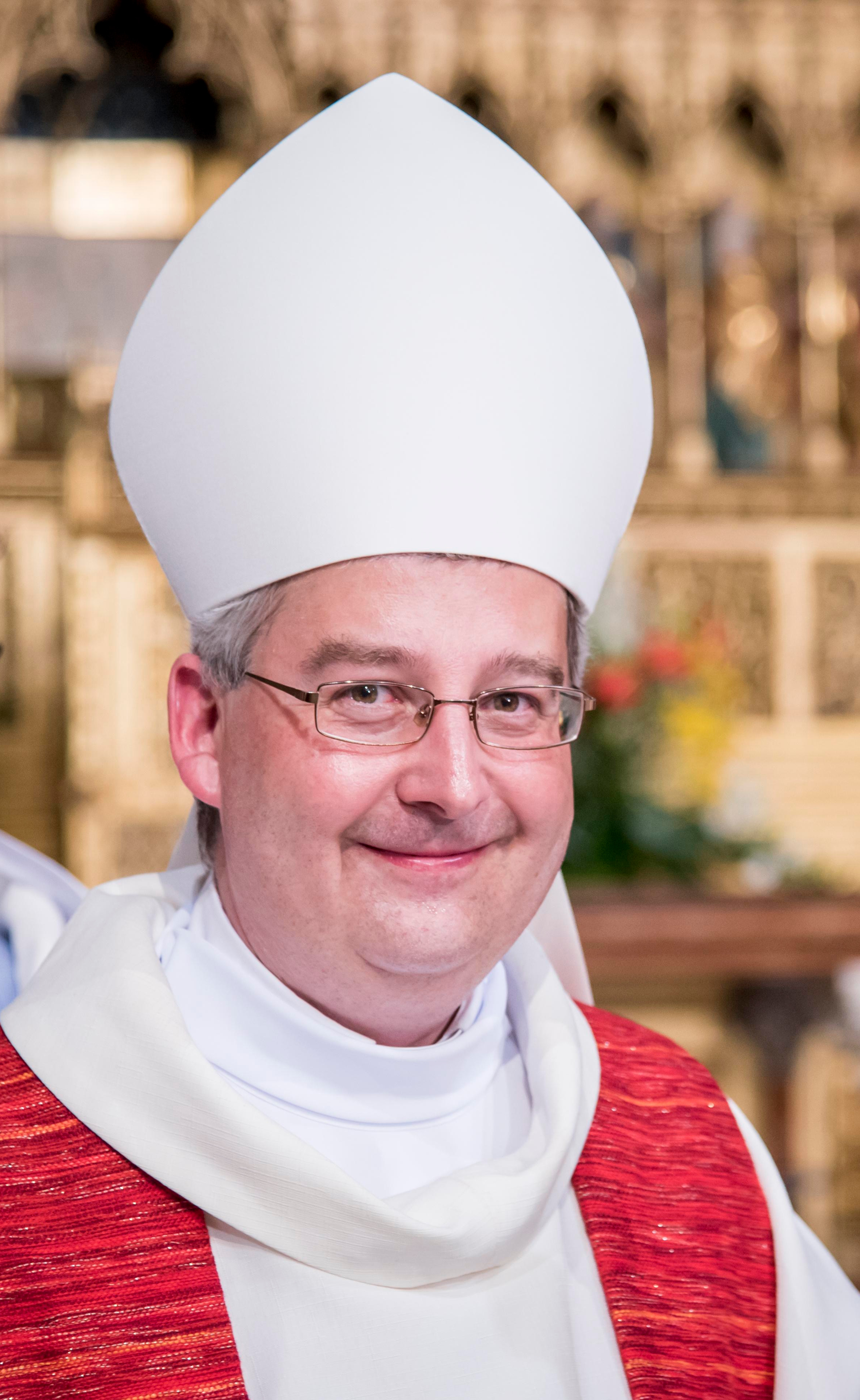
Jeho nástupce Pavel Konzbul, jmenován v 56 letech

Rezignace biskupa (arcibiskupa, pomocného biskupa ...) je církevní podání žádosti o ukončení činnosti. Rezignaci může biskup podat kdykoli, musí ji ale přijmout papež a pokud se tomu tak nestane, musí církevník sloužit dál.  
V církvi je od 75 let povinné podat svou vlastní rezignaci. Papež může rezignaci přijmout ihned, ale může ji též přijmout i po několika letech, neboť je také povinností najít nového nástupce, jenž musí býti pečlivě vybrán.
Biskupská služba, kdy má biskup nad 75 let, se nazývá přesluhování.